# Cyprus Airways
Cyprus Airways (en grec: Κυπριακές Αερογραμμές) fou la companyia aèria nacional de Xipre des del 1947 fins al 2015, quan feu fallida. La seva base d'operacions es trobava a l'aeroport de Larnaca, però la seu administrativa de la companyia estava situada a Nicòsia. El 2017 es llançà una nova aerolínia amb el mateix nom.